# Marie Troillet
Pour les articles homonymes, voir Troillet (homonymie).
Marie Troillet est une sportive de ski-alpinisme née le 24 mars 1983 à Bagnes dans le canton du Valais (Suisse).
Elle commence le ski alpinisme en 2000, est membre de l'équipe nationale suisse depuis 2004 et membre de la Dynafit-l'Équipe depuis 2005. Marie Troillet enseigne dans une école primaire et vit dans la vallée de Bagnes à Lourtier. Son frère Florent Troillet est aussi un sportif de ski-alpinisme.

## Palmarès
- 2004 :
  - 1re aux Championnats du monde en individuel (en catégorie "juniors")
  - 3e au Trophée des Gastlosen, avec Jeanine Bapst[1]
  - 7e aux Championnats du monde en vertical race (en catégorie "seniors")
  - 9e aux Championnats du monde en individuel (en catégorie "seniors")
- 2005 :
  - 1re aux Championnats d’Europe en individuel (en catégorie "juniors")
  - 1re par équipe à la Coupe de Suisse avec Laëtitia Currat[2]
  - 8e aux Championnats du monde en individuel (en catégorie "seniors")
  - 9e aux Championnats du monde en vertical race (en catégorie "seniors")
- 2006 :
  - 1re à la Coupe du monde (en catégorie "juniors")
  - 2e au Trophée des Gastlosen, avec Andrea Zimmermann[3]
- 2007 :
  - 6e aux Championnats d’Europe par équipe avec Gabrielle Magnenat
  - 9e aux Championnats d’Europe en combiné
- 2008 :
  - 1re aux Championnats du monde en relais avec Gabrielle Magnenat, Nathalie Etzensperger et Séverine Pont-Combe
- 2010 :
  - 2e aux Championnats du monde en relais avec Gabrielle Magnenat et Nathalie Etzensperger[4]
  - 2e aux Championnats du monde par équipe avec Nathalie Etzensperger[5]
  - 10e aux Championnats du monde en individuel[6]
- 2011 :
  - 1re aux Championnats du monde par équipe avec Nathalie Etzensperger
  - 4e aux Championnats du monde en individuel
  - 10e aux Championnats du monde en vertical race, classement combiné
- 2012 :
  - 1re aux Championnats d’Europe par équipe avec Séverine Pont-Combe
  - 4e aux Championnats d’Europe en individuel
  - 2e à la Patrouille de la Maya avec Nathalie Etzensperger et Gabrielle Gachet[7]

### Patrouille des Glaciers
- 2000 : 1re (de courte durée) avec Stéphanie May et Melanie Fellay
- 2004 : 1re (de courte durée) avec Laëtitia Currat et Annick Rey
- 2006 : 4e avec Laëtitia Currat et Laëtitia Roux
- 2008 : 5e (en catégorie "seniors I") en équipe mixte avec Sophie Dusautoir Bertrand et Rico Elmer
- 2010 : 1re avec Nathalie Etzensperger et Émilie Gex-Fabry[8]

### Pierra Menta
- 2008 : 8e avec Laëtitia Currat
- 2010 : 4e avec Gabrielle Magnenat
- 2011 : 3e avec Gabrielle Magnenat